# 阿斯伯里联合卫理公会
阿斯伯里联合卫理公会（Asbury United Methodist Church），是位于美国华盛顿特区西北部的一座历史悠久的哥特式复兴建筑风格的教堂。1986年，它被列入国家历史遗迹名录。

## 历史沿革
阿斯伯里联合卫理公会教堂因其与华盛顿特区非裔美国人卫理公会的历史联系而引人注目，是该市最古老的黑人卫理公会教堂。教堂始建于1836年，1870年在原址上的重建的新教堂落成。现存建筑由克拉伦斯·洛威尔·汉丁设计，建于1915-1916年，属于英式哥特式复兴建筑风格。
2020年12月，该会堂的“Black Lives Matter”旗帜在一次支持唐纳德·特朗普总统的示威活动中被烧毁，该教会的主任牧师将这一行径描述为“让人联想到十字架焚烧”。2021年1月，“骄傲男孩”的主席恩里克·塔里奥因这一事件被捕。